# Yinzhou (Ningbo)

Lage von Beilun im Gebiet der Stadt Ningbo

Der Stadtbezirk Yinzhou (chinesisch 鄞州区, Pinyin Yínzhōu Qū) ist ein Stadtbezirk der Unterprovinzstadt Ningbo der ostchinesischen Provinz Zhejiang. Die Fläche beträgt 799,1 Quadratkilometer und die Einwohnerzahl 1.609.555 (Stand: Zensus 2020).
Im Zuge der Gebietsreform im Jahr 2016 wurde von Yinzhou ein großer Teile westlich des Fenghua-Flusses abgetrennt und dem Stadtbezirk Haishu zugeschlagen sowie der Stadtbezirk Jiangdong aufgelöst und in Yinzhou eingegliedert. Das führte zu einer Verkleinerung seiner Fläche von 1.380,54 km² auf 814,2 km². Die Einwohnerzahl lag 2005 bei 776.600, durch die Angliederung des urbanen Jiangdong stieg sie auf 1.257.000. 
Im Stadtbezirk befinden sich unter anderem das Ningbo-Museum und der Ashoka-Tempel.

## Administrative Gliederung
Auf Gemeindeebene setzt sich der Stadtbezirk aus drei Straßenvierteln, sechzehn Großgemeinden und einer Gemeinde zusammen. 